# Юнона (фрегат, 1830)
Юно́на — парусный фрегат Российского Императорского флота, тип «Спешный». Относился к рангу 44-пушечных фрегатов, но имел 54 орудия. Заложен 12 октября 1829 года в С.-Петербургском Главном адмиралтействе. Строитель К. А. Глазырин. Спущен на воду 13 июня 1830 года, вошел в состав Балтийского флота.

## Основные характеристики
- Водоизмещение = около 1950 тонн[2];
- Длина по верхней палубе = 48,6 м[2];
- Ширина по мидель-шпангоуту = 12,7 м[2];
- Осадка = 3,9 м[2];
- Арт. вооружение = 54 ор[2]. (24-фн — по штату[3]);
- Экипаж = 340/430 человек[1][2].

## Служба
- В 1831, 1832, 1834, 1835, 1837 и 1838 в составе эскадр находился в практических плаваниях в Финском заливе и Балтийском море.
- В 1833 в составе отряда находился в практическом плавании для ознакомления гардемаринов с портами и якорными стоянками Финского залива и Балтийского моря.
- В 1845 году переоборудован в магазин[1][2].

## Командиры
- 1830: О. Т. Готовцев;
- 1831—1835: Н. Н. Назимов[4];
- 1837—1839: князь Нил Алексеевич Мышецкий[1][2].